# Hessisches Staatstheater Wiesbaden
Il Hessisches Staatstheater (Teatro di Stato dell'Assia ) è un teatro di Wiesbaden dell'Assia, situato sulla Wilhelmstraße realizzato nel 1893-1894 dagli architetti Fellner e Helmer. Ospita opere, rappresentazioni teatrali, balletti, musical e concerti su quattro palchi, la sua orchestra è la Hessisches Staatsorchester. L'edificio fu inaugurato nel 1894. Il teatro ospita ogni anno il festival Internationale Maifestspiele Wiesbaden, istituito nel 1896 dopo il Festival di Bayreuth.

## Storia
I lavori per la costruzione del teatro iniziarono nel 1893, per terminare l'anno seguente. Lo stile dell'edificio è neobarocco, con un ingresso in stile rococò aggiunto nel 1902. Un ulteriore ampliamento della struttura è stata effettuata nel 1978, per poter garantire le esigenze del teatro moderno.